# Erica Gavin
Erica Gavin (nascuda Donna Graff;22 de juliol de 1947) és una actriu de cinema estatunidenca més coneguda per interpretar el paper principal a la pel·lícula de Russ Meyer de 1968 Vixen!

## Primers anys
Gavin va néixer a Los Angeles, Califòrnia. Als 19 anys, va treballar com a ballarina en topless a Hollywood amb altres dues futures estrelles de Russ Meyer, Haji i Tura Satana. Mentre esperava a l'oficina d'un dentista, va veure un anunci a Variety perquè les noies fessin una audició per la nova pel·lícula de Russ Meyer Vixen! Va fer una audició i va obtenir el paper, que la va llançar a l'estrellat en pel·lícules independents de baix pressupost, anomenades incorrectament pel·lícules "B", que fan referència a un tipus de pel·lícula realitzada durant l'era dels estudis.

## Carrera
Després de Vixen!, Gavin va aparèixer en una pel·lícula més de Russ Meyer, Beyond the Valley of the Dolls, escrita pel famós crític de cinema Roger Ebert. També va aparèixer en la pel·lícula de Jonathan Demme de dones a la presó Caged Heat.

## Vida personal
Gavin resideix a Los Angeles, on treballa com a estilista i de tant en tant fa aparicions a convencions de records de pel·lícules. Va dir en una entrevista del 2006 que és bisexual.

## Filmografia
- Initiation (1968) - Jan
- Vixen! (1968) - Vixen Palmer
- Beyond the Valley of the Dolls (1970) - Roxanne
- Erika's Hot Summer (1971) - Erika
- Godmonster of Indian Flats (1973) - Girl at bar
- Caged Heat (1974) - Jacqueline Wilson
- 3 Stories About Evil (2008) - Mrs. Harris